# 天白警察署
天白警察署（てんぱくけいさつしょ）は、愛知県警察が管轄する警察署の一つである。

## 所在地
- 名古屋市天白区植田南一丁目401番地[1]

## 管轄区域
- 名古屋市天白区[1]

## 沿革
- 1978年（昭和53年）10月16日 - 庁舎が起工[2]。
- 1979年（昭和54年）
  - 6月8日 - 昭和警察署において、天白警察署準備室が設置される[2]。
  - 9月30日 - 庁舎が完成する[2]。
  - 10月15日 - 準備室が庁舎内に移転する[2]。
  - 11月1日 - 昭和警察署より独立し、天白警察署が新設される[3]。

## 不祥事・事故
- 2020年（令和2年）
  - 4月6日 - 名古屋市天白区池場一丁目の信号機のある交差点で、青信号を東進中だった30代会社員が運転するワゴン車と、赤信号の交差点に進入してきた天白警察署のパトカーが出会い頭に衝突する事故が発生した。ワゴン車の運転席付近にパトカーの前方が衝突したこの事故で、ワゴン車の男性が負傷し救急搬送され、パトカーを運転していた24歳男性巡査と 同乗していた29歳男性巡査部長に怪我はなかった。事故後に 天白警察署の副署長は報道各社に対し 事故の原因は調査中としながらも「パトカーはスピード違反車を追跡中で、赤信号の交差点に進入する際にサイレンを鳴らしていたが、ワゴン車と衝突した」と説明した。パトカーを運転していた24歳男性巡査は、事故翌日の実況見分でも「サイレンを鳴らしていた」との主張を繰り返した。
その後、衝突事故の後遺症が残ったため ワゴン車の被害男性が愛知県警に対し損害賠償を求めて名古屋地方裁判所に提訴したところ、愛知県警も "パトカーの修理代"と称して男性に対し損害賠償の反訴を行った。
この裁判では、愛知県警のパトカーが赤信号進入にあたり、サイレンを鳴らしていたかが争点の一つであった。サイレンを鳴らしていなければ緊急走行の要件を満たさず 緊急自動車扱いされないため、パトカーの赤信号無視が問題となるからである。
名古屋地裁の一連の証拠調べの中で、愛知県警側が証拠として提出した パトカーのドライブレコーダーのデータには音声ファイルが欠損しており、サイレンが鳴っていたかの確認が出来なかった。これについて愛知県警は裁判所に提出した報告書で「録音機能は使用していなかったので最初から音声ファイルは無い」と主張した。そこで裁判官が自らドライブレコーダーのバイナリデータを解析したところ「音声データ部分が 不自然に整いすぎている」として不審に感じたことから、愛知県警に 人為的に音声データの削除など組織的な証拠隠滅行為を行っていないか など3項目について釈明を求めたところ、愛知県警は一転して "事故当時、サイレンを鳴らしていなかった" と認めるに転じた。さらに、男性に対し提起済みの反訴も取り下げ、過失割合 0：100 についても争わない姿勢に転じた。
判決で名古屋地裁は愛知県に対し、およそ385万円の賠償金を被害男性に支払うよう命じただけではなく、天白警察署の24歳男性巡査が保身のために「サイレンを鳴らしていた」などと虚偽の主張を繰り返し、さらに愛知県警内部の"何者か"が暗躍し 24歳男性巡査の話が虚偽であることを知りながら 組織的に証拠隠滅や捏造を企てこれを実行し、被害男性に対して無実の罪を着せようとした として愛知県警の悪質な行為と体質に異例の言及をして厳しく指摘した。また、愛知県警が被害男性を提訴していた全ての訴訟についても棄却した。これにより愛知県警の全面敗訴が確定した。愛知県警は「裁判所に対し 事実と異なる内容であると知りながら 誤った報告書を作成、提出してしまった」と後に反省の弁を述べた。
この裁判は パトカーの事故を隠蔽し、不祥事を揉み消すために愛知県警が提出した電磁的証拠を 裁判官が自ら解析し、偽造・捏造を見破った事件として、 判例タイムズ 2023年7月号（通巻1508号）にも掲載された。[4] [5] [6] [7]
- 2023年（令和5年）
  - 6月5日 - 名古屋市天白区池場一丁目の信号機のない住宅街の市道交差点で、地域課の35歳男性巡査部長が運転するパトカーが、サイレンを鳴らさず一方通行路を逆走し、さらに交差点での一時停止や徐行、左右の確認といった基本的な安全確認までも怠り、母子3名が乗る軽乗用車と出会い頭に衝突する事故を起こした。
この事故で、側面に激しく衝突された軽乗用車が横転し大破。助手席に座っていた7歳の男児が内臓から出血する重傷、運転席の30代の母親と後部座席の1歳の女児も負傷し救急搬送された。パトカーを運転していた地域課の34歳男性巡査部長と同乗していた36歳男性巡査長に怪我はなかった。パトカーは事故の前、近くのコンビニの駐車場でタバコを吸っていた未成年とみられる人物をみつけて追跡中だったが、途中でサイレンを止め一方通行路で逆走を繰り返し、またサイレンで周囲の交通に危険を知らせる事もせず、さらに基本的な安全確認さえも行わず逆走状態のまま速度を上げて交差点に進入し、何の落ち度も無い軽乗用車の母子3名に重軽傷を負わせる衝突事故を起こすに至った。天白警察署の副署長は「お怪我をされた方々にはお見舞い申し上げます。詳細は調査中ですが、原因を究明し、再発防止に努めます」とコメントした。[8] [9] [10] [11] [12] [13] [14]

## 組織
- 警務課
  - 警務係
  - 住民サービス係
  - 留置管理係
- 会計課
  - 会計係
- 生活安全課
  - 生活安全(第一係・第二係)
  - 少年係
  - 保安(第一係・第二係)
- 地域課
  - 地域総務係
  - 地域(第一係～第三係)
- 刑事課
  - 刑事総務係
  - 強行係
  - 盗犯係
  - 鑑識係
  - 知能係
  - 暴力薬物係
- 交通課
  - 交通総務係
  - 指導取締係
  - 事故捜査係
- 警備課
  - 警備係

## 交番
（ ）の中は所在地
- 植田交番（植田本町二丁目115番地）[15]
- 植田南交番（植田三丁目1315番地）[15]
- 原交番（原四丁目1902番地の2）[15]
- 平針交番（平針三丁目1705番地）[15]
- 平針南交番（平針南一丁目1001番1）[15]
- 島田交番（高宮町1607番地）[15]
- 野並交番（野並二丁目416番地）[15]
- 音聞山交番（音聞山1613番地）[15]